# Sergio Sergi
Pour les articles homonymes, voir Sergi.
Sergio Sergi (Messine, 13 mars 1878 – Rome, 22 juin 1972), est un anthropologue et archéologue italien.

## Biographie
Fils de Giuseppe Sergi, il collabore avec son père et devient en 1916 titulaire de la chaire d’anthropologie de l'Université de Rome où il dirige la Rivista di antropologia.
Il est surtout connu pour ses études d’anthropologie systématique sur la craniométrie dont il établit les bases dans son article Craniografia e craniometria del primo paleantropo di Saccopastore paru en 1943 dans Ricerche di Morfologia (XX-XXI).
On lui doit, en outre, des outils de précision pour restaurer les mesures anatomiques, ce qui lui permet d'être considéré comme l'un des précurseurs des approches géométriques modernes de la morphologie.
Membre de l'Académie des Lyncéens, maçon, il devient Maître de la loge Rienzi de Rome le 20 janvier 1912.

## Œuvres
- Crania Habessinica (1912)
- Craniografia e craniometria del primo paleantropo di Saccopastore (1944)
- Il cranio del secondo paleantropo di Saccopastore (1948)
- Cerebra Hererica (1909)
- Il cranio neandertaliano del Monte Circeo (1939)